# Cryptocarya kajewskii
Cryptocarya kajewskii är en lagerväxtart som beskrevs av C. K. Allen. Cryptocarya kajewskii ingår i släktet Cryptocarya och familjen lagerväxter. Inga underarter finns listade i Catalogue of Life.